# Historia de la Grecia moderna
La historia de la Grecia moderna abarca la historia de Grecia desde el reconocimiento por las grandes potencias (Gran Bretaña, Francia y Rusia) de su independencia del Imperio otomano en 1828 hasta el presente.

## Contexto

Bandera de Filikí Etería.

El Imperio bizantino había gobernado la mayor parte del mundo de habla griega desde finales de la Antigüedad, pero experimentó un declive como resultado de las invasiones árabes musulmanas y turcas selyúcidas, y se vio fatalmente debilitado por el saqueo de Constantinopla por los cruzados latinos en 1204. El establecimiento de estados latinos católicos en suelo griego y las luchas de los griegos bizantinos ortodoxos contra ellos propiciaron la aparición de una diferente identidad nacional griega. El Imperio bizantino fue restaurado por la dinastía de los Paleólogos en 1261, pero era una sombra de lo que había sido, y las constantes guerras civiles y ataques extranjeros del siglo XIV provocaron su decadencia terminal. Como resultado, la mayor parte de Grecia pasó gradualmente a formar parte del Imperio otomano a finales del siglo XIV y principios del XV, culminando con la caída de Constantinopla en 1453, la conquista del ducado de Atenas en 1458 y del despotado de Morea en 1460.
En el interior montañoso de Grecia no existía el control otomano, y muchos huyeron de allí, convirtiéndose a menudo en bandoleros. Por lo demás, sólo las islas del Egeo y algunas fortalezas costeras del continente, bajo dominio veneciano  y genovés, permanecieron libres del dominio otomano, pero a mediados del siglo XVI, los otomanos habían conquistado también la mayoría de ellas. Rodas cayó en 1522, Chipre en 1571 y los venecianos conservaron Creta hasta 1670. Las islas Jónicas sólo fueron gobernadas brevemente por los otomanos (Cefalonia de 1479 a 1481 y de 1485 a 1500), y permanecieron principalmente bajo el dominio de Venecia.
La primera insurrección a gran escala contra el dominio otomano fue la revuelta de Orlov, a principios de la década de 1770, pero fue brutalmente reprimida. Sin embargo, esa misma época marca también el inicio de la Ilustración griega moderna, ya que los griegos que estudiaban en Europa occidental llevaban conocimientos e ideas a su patria, y los comerciantes y armadores griegos aumentaban su riqueza. Como resultado, especialmente tras la Revolución Francesa, las ideas liberales y nacionalistas comenzaron a extenderse por las tierras griegas.
En 1821, los griegos se sublevaron contra el Imperio otomano. A los éxitos iniciales siguieron otras revueltas que estuvieron a punto de hacer fracasar la lucha griega; sin embargo, la prolongación de la lucha obligó a las Grandes Potencias (Gran Bretaña, Rusia y Francia) a reconocer las pretensiones de los rebeldes griegos de tener un Estado independiente (Tratado de Londres) y a intervenir contra los otomanos en la batalla de Navarino. En un principio, Grecia iba a ser un estado autónomo bajo la soberanía otomana, pero en 1832, en el Tratado de Constantinopla, fue reconocida como un reino totalmente independiente. Mientras tanto, la Tercera Asamblea Nacional de los insurgentes griegos pidió a Ioannis Kapodistrias, antiguo ministro de Asuntos Exteriores de Rusia, que asumiera el gobierno del incipiente estado en 1827.

## Gobierno de Ioannis Kapodistrias

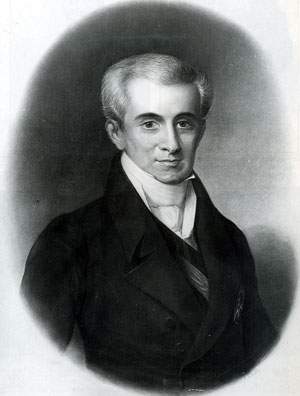
Ioannis Kapodistrias.

A su llegada, Kapodistrias puso en marcha un importante programa de reformas y modernización que abarcó todos los ámbitos. Restableció la unidad militar poniendo fin a la segunda fase de la guerra civil; reorganizó el ejército, que pudo así reconquistar el territorio perdido a manos del ejército otomano durante las guerras civiles; e introdujo el primer sistema moderno de cuarentena en Grecia, que permitió controlar enfermedades como la fiebre tifoidea, el cólera y la disentería por primera vez desde el inicio de la Guerra de la Independencia.

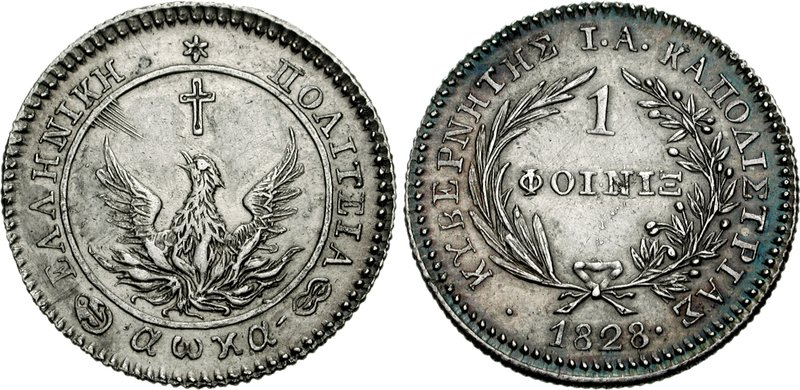
Cara y anverso de una moneda de fénix.

Kapodistrias también negoció con las grandes potencias y el Imperio otomano para establecer las fronteras y el grado de independencia del Estado griego; firmó el tratado de paz que puso fin a la Guerra de la Independencia con los otomanos; introdujo el fénix, la primera moneda griega moderna; organizó el gobierno local; y, en un esfuerzo por elevar el nivel de vida de la población, introdujo el cultivo de la patata en Grecia.
Además, trató de socavar la autoridad de los clanes (o dinastías) tradicionales, que consideraba el legado inútil de una época pasada y obsoleta. Sin embargo, subestimó la fuerza política y militar de los capetanei (καπεταναίοι, capitanes o comandantes) que habían liderado la revuelta contra el Imperio otomano en 1821, y que esperaban un papel de liderazgo en el Gobierno posterior a la revolución. Cuando una disputa entre los capetanei de Laconia y el gobernador designado de la provincia se convirtió en un conflicto armado, llamó a las tropas rusas para restablecer el orden, ya que gran parte del ejército estaba controlado por capetanei que habían formado parte de la rebelión.
La Historia de la revolución griega (History of Greek Revolution), de George Finlay, de 1861, relata que en 1831 el gobierno de Kapodistrias se había convertido en odiado, principalmente por los maniotas independientes, pero también por los roumeliotes y las ricas e influyentes familias de comerciantes de Hidra, Spetses y Psará. Los derechos de aduana de los habitantes de Hidra eran la principal fuente de ingresos de estos municipios, que se negaban a cederlos a Kapodistrias. Al parecer, Kapodistrias se había negado a convocar la Asamblea Nacional y gobernaba como un déspota, posiblemente influido por sus experiencias rusas. El municipio de Hidra dio instrucciones al almirante Miaoulis y a Alexandros Mavrokordatos para que fueran a Poros y se apoderaran de la flota de la Armada Helénica que allí se encontraba. Este Miaoulis lo hizo con la intención de impedir un bloqueo de las islas, por lo que durante un tiempo pareció que se convocaría la Asamblea Nacional.
Kapodistrias pidió a los residentes británicos y franceses que le apoyaran para sofocar la rebelión, pero éstos se negaron a hacerlo. No obstante, el almirante Rikord (o Ricord) llevó sus barcos hacia el norte, a Poros. El coronel (más tarde general) Kallergis llevó una fuerza de regulares del ejército griego a medio entrenar y una fuerza de irregulares de apoyo. Con menos de 200 hombres, Miaoulis fue incapaz de presentar batalla; el fuerte Heidek, en la isla de Bourtzi, fue invadido por los regulares y el bergantín Spetses (Agamenón de Laskarina Bouboulina) hundido por la fuerza de Ricord. Cercada por los rusos en el puerto y por la fuerza de Kallergis en tierra, Poros se rindió. Miaoulis se vio obligado a colocar cargas en el buque insignia Hellas y en la corbeta Hydra para hacerlos explotar cuando él y su puñado de seguidores regresaron a Hydra. Los hombres de Kallergis, enfurecidos por la pérdida de los barcos, saquearon Poros y se llevaron el botín a Nauplia.
La pérdida de los mejores barcos de la flota paralizó a la Armada Helénica durante muchos años, pero también debilitó la posición de Kapodistrias. Finalmente convocó la Asamblea Nacional, pero sus otras acciones provocaron más oposición y eso condujo a su caída.

## Asesinato de Kapodistrias y creación del Reino de Grecia

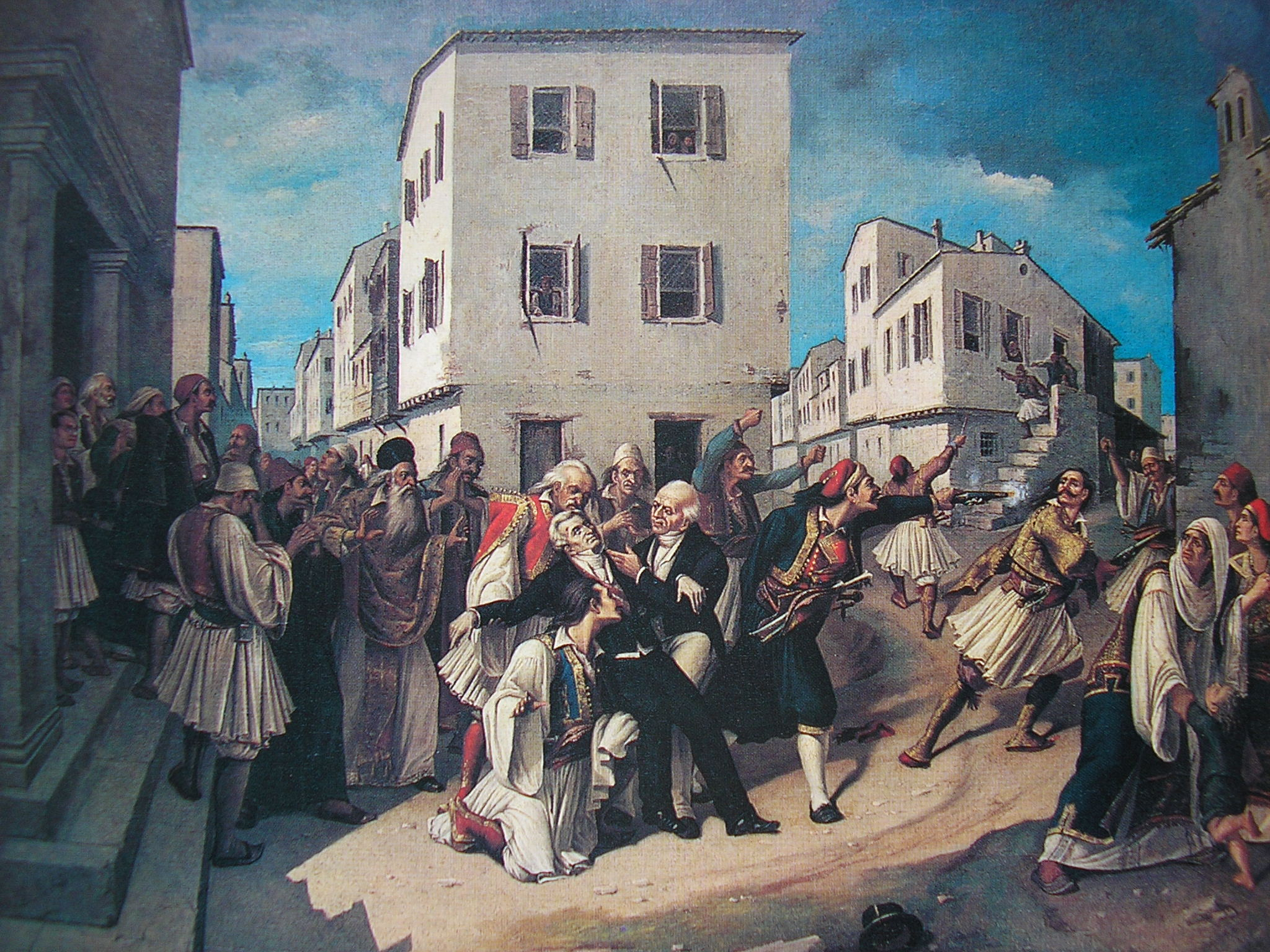
El asesinato de Ioannis Kapodistrias por Charalambos Pachis.

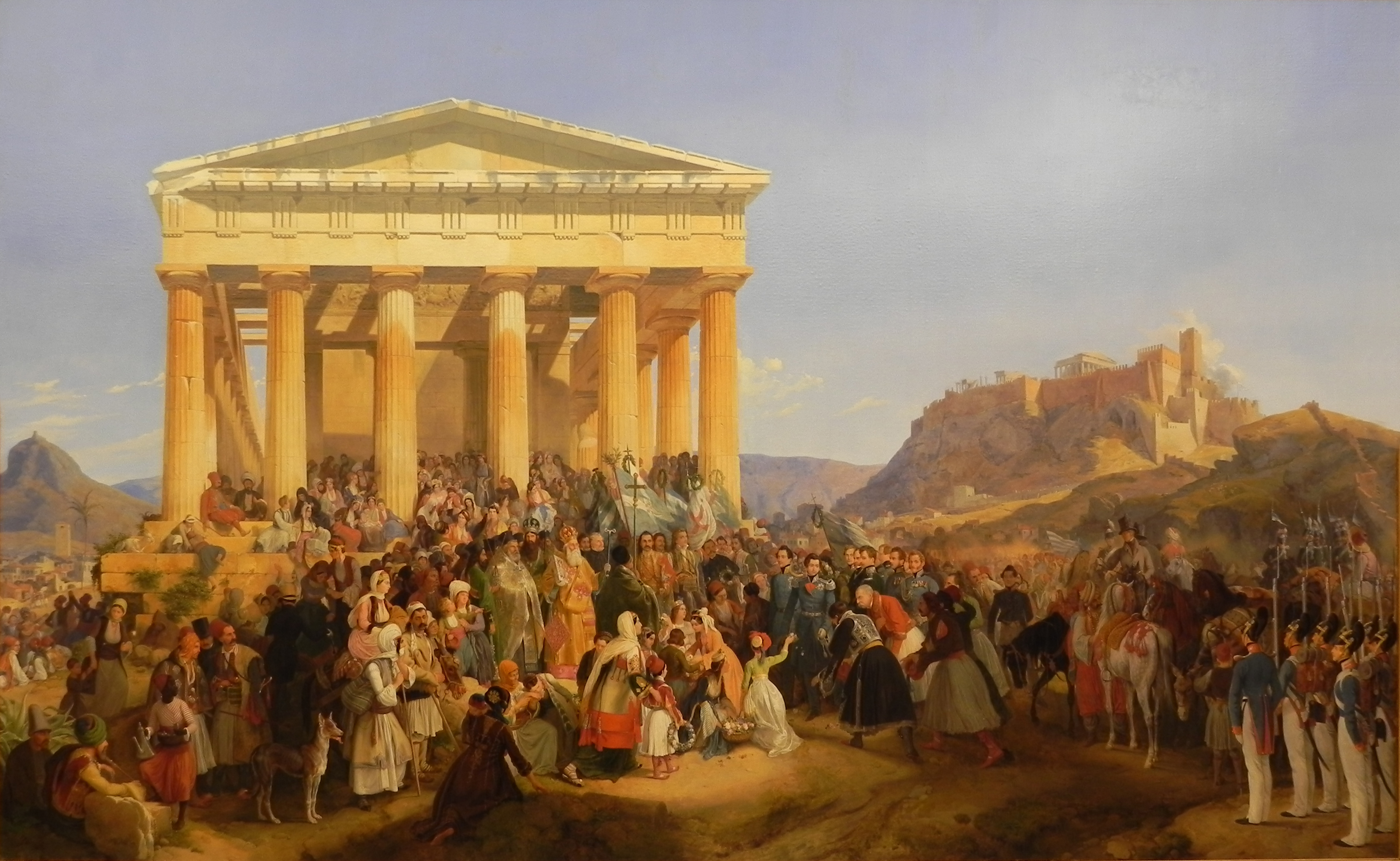
La entrada del rey Otón de Grecia en Atenas por Peter von Hess.

En 1831, Kapodistrias ordenó el encarcelamiento de Petrobey Mavromichalis, el bey de la península de Mani, una de las zonas más salvajes y rebeldes de Grecia. Esto supuso una ofensa mortal para la familia Mavromichalis, y el 9 de octubre de 1831 (27 de septiembre en el calendario juliano) Kapodistrias fue asesinado por el hermano de Petros, Konstantis, y su hijo Georgios en la escalinata de la iglesia de San Espiridón de Nauplia.
Ioannis Kapodistrias fue sucedido como gobernador por su hermano menor, Augustinos Kapodistrias. Augustinos gobernó sólo seis meses, durante los cuales el país estuvo muy sumido en el caos. En virtud del protocolo firmado en la Conferencia de Londres de 1832, el 7 de mayo de 1832, entre Baviera y las potencias protectoras, Grecia se definía como un reino independiente, libre del control otomano, con la línea Arta-Volos como frontera norte. El protocolo también abordaba la forma en que debía gestionarse una regencia hasta que Otón de Baviera alcanzara la mayoría de edad para asumir el trono de Grecia. El Imperio otomano fue indemnizado con 40.000.000 de piastras por la pérdida de territorio en el nuevo reino.

## Reinado del rey Otón, 1833-1863
El reinado de Otón sería turbulento, pero consiguió aguantar 30 años antes de que él y su esposa, la reina Amalia, se marcharan por donde habían venido: a bordo de un buque de guerra británico. Durante los primeros años de su reinado, un grupo de regentes bávaros gobernó en su nombre, y se hicieron muy impopulares al tratar de imponer a los griegos las ideas alemanas de un gobierno jerárquico rígido, al tiempo que mantenían alejados de ellos los cargos estatales más importantes. No obstante, sentaron las bases de una administración, un ejército, un sistema judicial y un sistema educativo griegos. Otón era sincero en su deseo de dotar a Grecia de un buen gobierno, pero sufría dos grandes desventajas: su fe católica romana y su matrimonio sin hijos con la reina Amalia. Esto significaba que no podía ser coronado rey de Grecia por el rito ortodoxo ni establecer una dinastía.

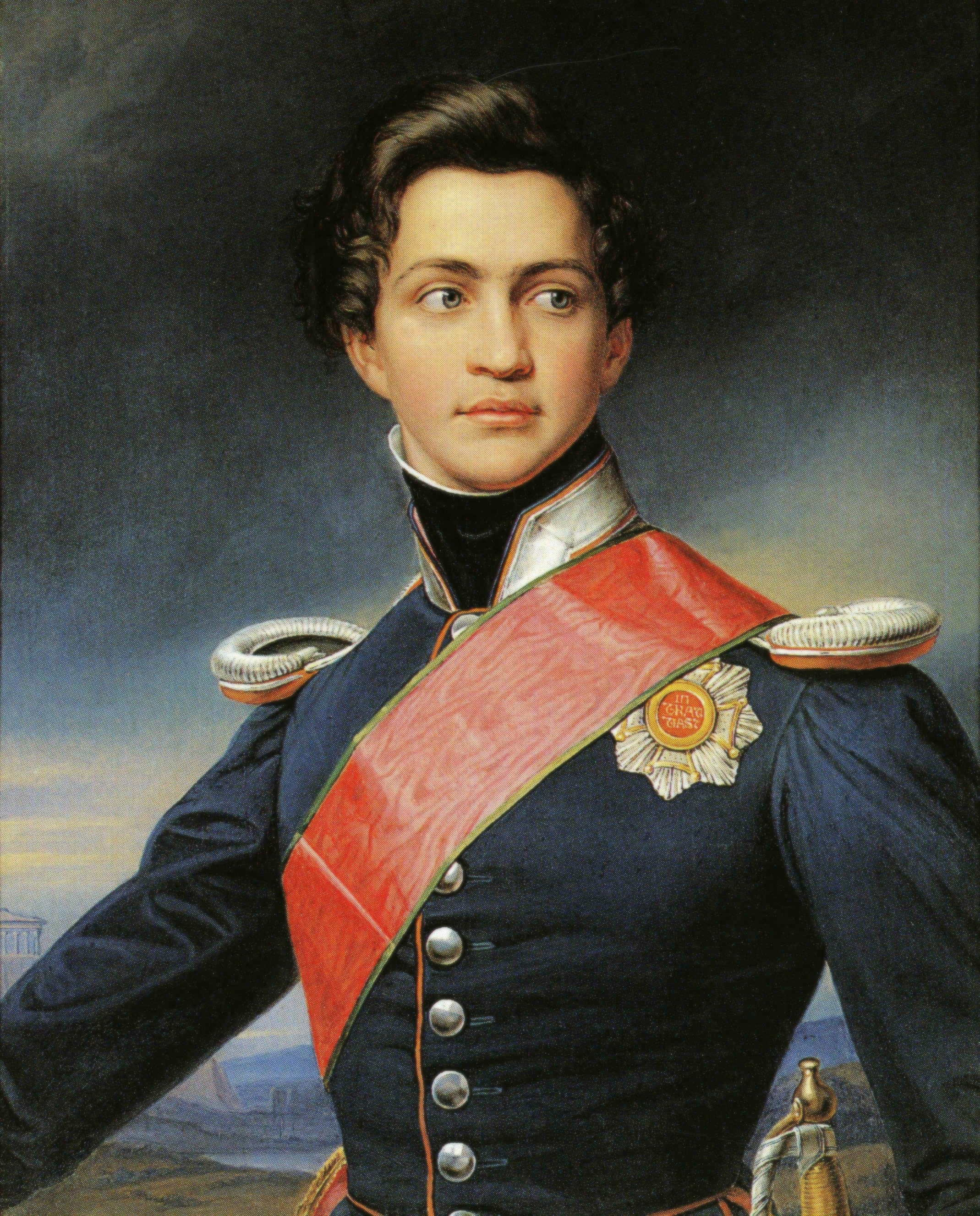
Otón, primer rey de la Grecia moderna.

Otón alcanzó la mayoría de edad en 1835 y asumió las riendas del gobierno, pero los bávaros permanecieron al frente del gobierno hasta 1837. A partir de entonces, Otón nombró ministros griegos, aunque los oficiales bávaros seguían dirigiendo gran parte del ejército. En esta época, Grecia aún no tenía legislatura ni constitución. El descontento por la continuidad de la «bavarocracia» fue en aumento hasta que estalló la Revolución del 3 de septiembre de 1843 en Atenas. Otón accedió a otorgar una constitución y convocó una Asamblea Nacional que se reunió en noviembre de ese mismo año. La Constitución griega de 1844 creó entonces un parlamento bicameral formado por una Asamblea (Vouli) y un Senado (Gerousia). El poder pasó entonces a manos de un grupo de políticos griegos, la mayoría de los cuales habían sido comandantes en la Guerra de Independencia contra los otomanos.
La política griega del siglo XIX estuvo dominada por la «cuestión nacional». La mayoría de los griegos seguían viviendo bajo dominio otomano, y los griegos soñaban con liberarlos a todos y reconstituir un Estado que abarcara todas las tierras griegas, con Constantinopla como capital. A esto se le llamó la Gran Idea (Megali Idea), y se sustentó en rebeliones casi continuas contra el dominio otomano en los territorios de habla griega, especialmente Creta, Tesalia y Macedonia.
Cuando estalló la guerra de Crimea en 1854, Grecia vio la oportunidad de hacerse con territorios controlados por los otomanos que contaban con una gran población griega. Grecia, una nación ortodoxa, contaba con un apoyo considerable en Rusia, pero el gobierno ruso decidió que era demasiado peligroso ayudar a Grecia a ampliar sus posesiones. Cuando los rusos atacaron a las fuerzas otomanas, Grecia invadió Tesalia y Epiro. Para bloquear los movimientos griegos, británicos y franceses ocuparon el principal puerto griego de El Pireo desde abril de 1854 hasta febrero de 1857. Los griegos, apostando por una victoria rusa, incitaron la revuelta a gran escala del Epiro de 1854, así como levantamientos en Creta. Las revueltas fracasaron y Grecia no consiguió nada durante la guerra de Crimea, que perdió Rusia.
Una nueva generación de políticos griegos se mostraba cada vez más intolerante con la continua interferencia del rey Otón en el gobierno. En 1862, el rey destituyó a su primer ministro, el antiguo almirante Konstantinos Kanaris, el político más destacado de la época. Esto provocó una rebelión militar que obligó a Otón a aceptar lo inevitable y abandonar el país.
Los griegos pidieron entonces a Gran Bretaña que enviara al hijo de la reina Victoria, el príncipe Alfredo, como nuevo rey, pero las demás potencias lo vetaron. En su lugar, un joven príncipe danés se convirtió en el rey Jorge I. Jorge fue una elección muy popular como monarca constitucional, y aceptó que sus hijos fueran educados en la fe ortodoxa griega. Como recompensa a los griegos por adoptar un rey probritánico, Gran Bretaña cedió las islas Jónicas a Grecia.

## Reinado del Jorge I, 1864-1913

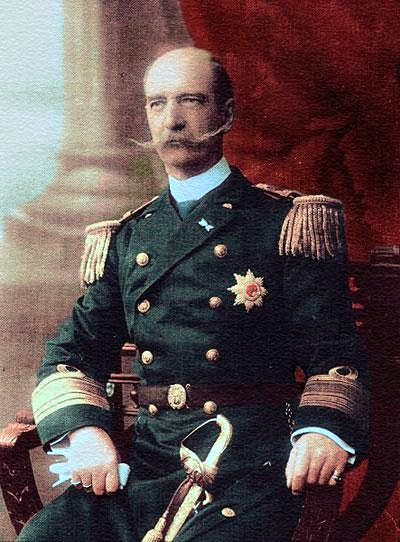
El rey Jorge I de los helenos en uniforme de la Armada Helénica.

A instancias de Gran Bretaña y del rey Jorge I, Grecia adoptó la Constitución griega de 1864, mucho más democrática. Se redujeron los poderes del Rey, se abolió el Senado y se amplió el derecho de sufragio a todos los varones adultos. En las elecciones se utilizó el voto aprobatorio, con una urna para cada candidato dividida en dos partes: «sí» y «no», en las que los votantes dejaban caer cuentas de plomo. Sin embargo, la política griega seguía siendo fuertemente dinástica, como siempre lo ha sido. Apellidos como Zaimis, Rallis y Trikoupis se repetían como primeros ministros.
Aunque los partidos se centraban en los líderes individuales y a menudo llevaban sus nombres, existían dos grandes tendencias políticas: los liberales, liderados primero por Charilaos Trikoupis y más tarde por Eleftherios Venizelos, y los conservadores, liderados inicialmente por Theodoros Deligiannis y más tarde por Thrasivoulos Zaimis. Trikoupis y Deligiannis dominaron la política griega a finales del siglo XIX, alternándose en el cargo. Trikoupis favorecía la cooperación con Gran Bretaña en asuntos exteriores, la creación de infraestructuras y de una industria autóctona, el aumento de los aranceles protectores y una legislación social progresista, mientras que Deligiannis, más populista, dependía de la promoción del nacionalismo griego y de la Megali Idea.
Grecia siguió siendo un país muy pobre durante todo el siglo XIX. El país carecía de materias primas, infraestructuras y capital. La agricultura era principalmente de subsistencia, y los únicos productos de exportación importantes eran las grosellas, las pasas y el tabaco. Algunos griegos se enriquecieron como comerciantes y armadores, y El Pireo se convirtió en un puerto importante, pero poca de esta riqueza llegó al campesinado griego. Grecia seguía desesperadamente endeudada con las finanzas londinenses.
En la década de 1890, Grecia estaba prácticamente en bancarrota. La pobreza reinaba en las zonas rurales y en las islas, y sólo se aliviaba con la emigración a gran escala a Estados Unidos. La educación era escasa en las zonas rurales. Sin embargo, se avanzó en la construcción de comunicaciones e infraestructuras, y en Atenas se erigieron bellos edificios públicos. En 1896, la capital organizó la reedición de los Juegos Olímpicos, que fueron un gran éxito.

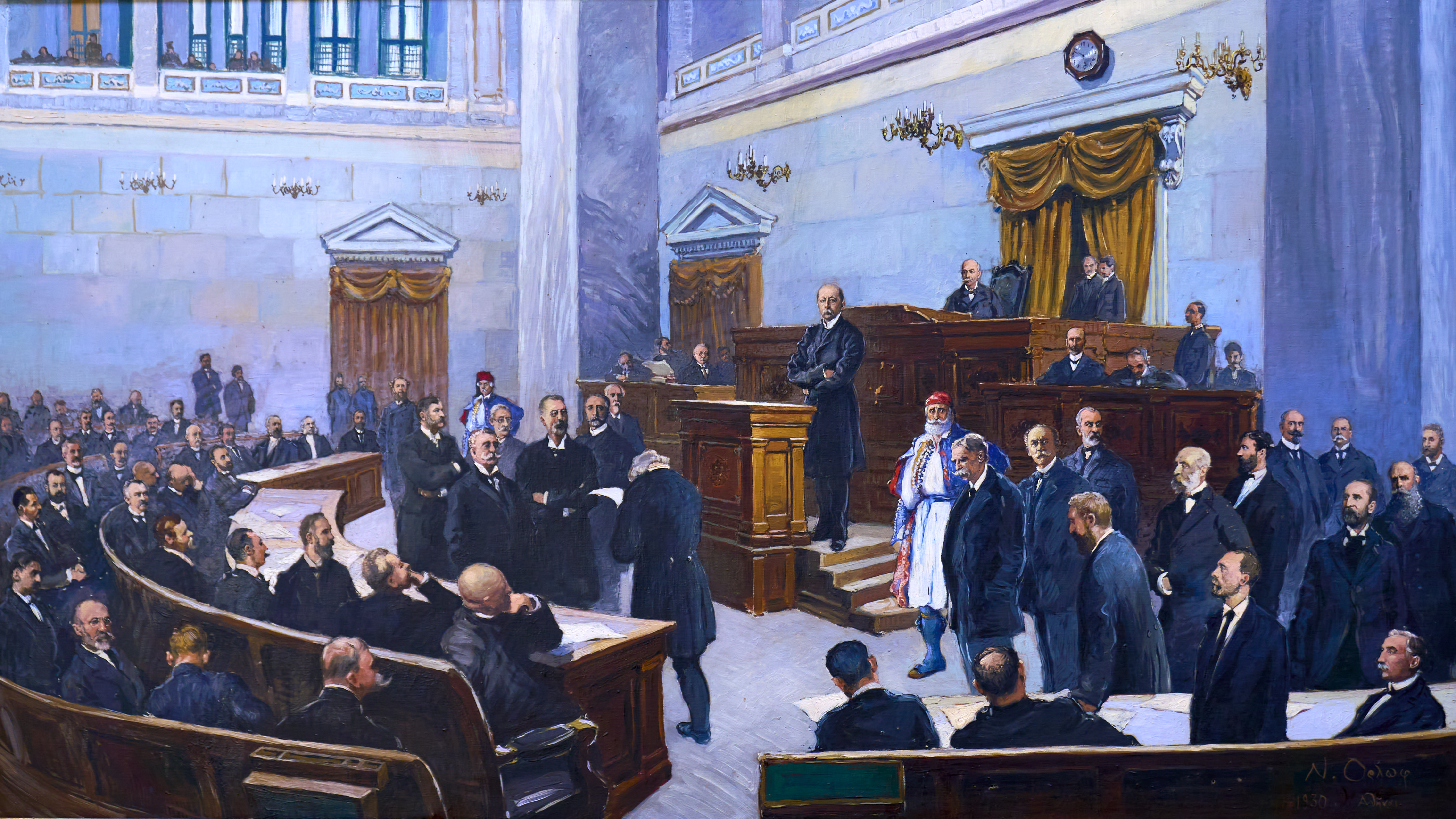
El Parlamento griego en la década de 1880, con el primer ministro Charilaos Trikoupis en el estrado.

El proceso parlamentario se desarrolló enormemente en Grecia durante el reinado de Jorge I. Inicialmente, la prerrogativa real en la elección de su primer ministro se mantuvo y contribuyó a la inestabilidad gubernamental, hasta la introducción del principio dedilomeni de confianza parlamentaria en 1875 por el reformista Charilaos Trikoupis. Sin embargo, el clientelismo y las frecuentes convulsiones electorales siguieron siendo la norma en la política griega y frustraron el desarrollo del país.
La corrupción y el aumento del gasto de Trikoupis (para crear infraestructuras necesarias como el canal de Corinto) sobrecargaron la débil economía griega, obligando a declarar la insolvencia pública en 1893 y a aceptar la imposición de una autoridad de Control Financiero Internacional para pagar a los acreedores del país.
Otro problema político de la Grecia del siglo XIX fue la cuestión lingüística griega. El pueblo griego hablaba una forma de griego llamada demótico. Muchos miembros de la élite culta lo consideraban un dialecto campesino y estaban decididos a restaurar las glorias del griego antiguo. En consecuencia, los documentos gubernamentales y los periódicos se publicaban en griego katharevousa (purificado), una forma que pocos griegos de a pie sabían leer. Los liberales eran partidarios de reconocer el demótico como lengua nacional, pero los conservadores y la Iglesia Ortodoxa se resistieron a todo esfuerzo en este sentido, hasta el punto de que cuando se tradujo el Nuevo Testamento al demótico en 1901, estallaron disturbios en Atenas y cayó el gobierno (Evangeliaka). Esta cuestión seguiría afectando a la política griega hasta la década de 1970.

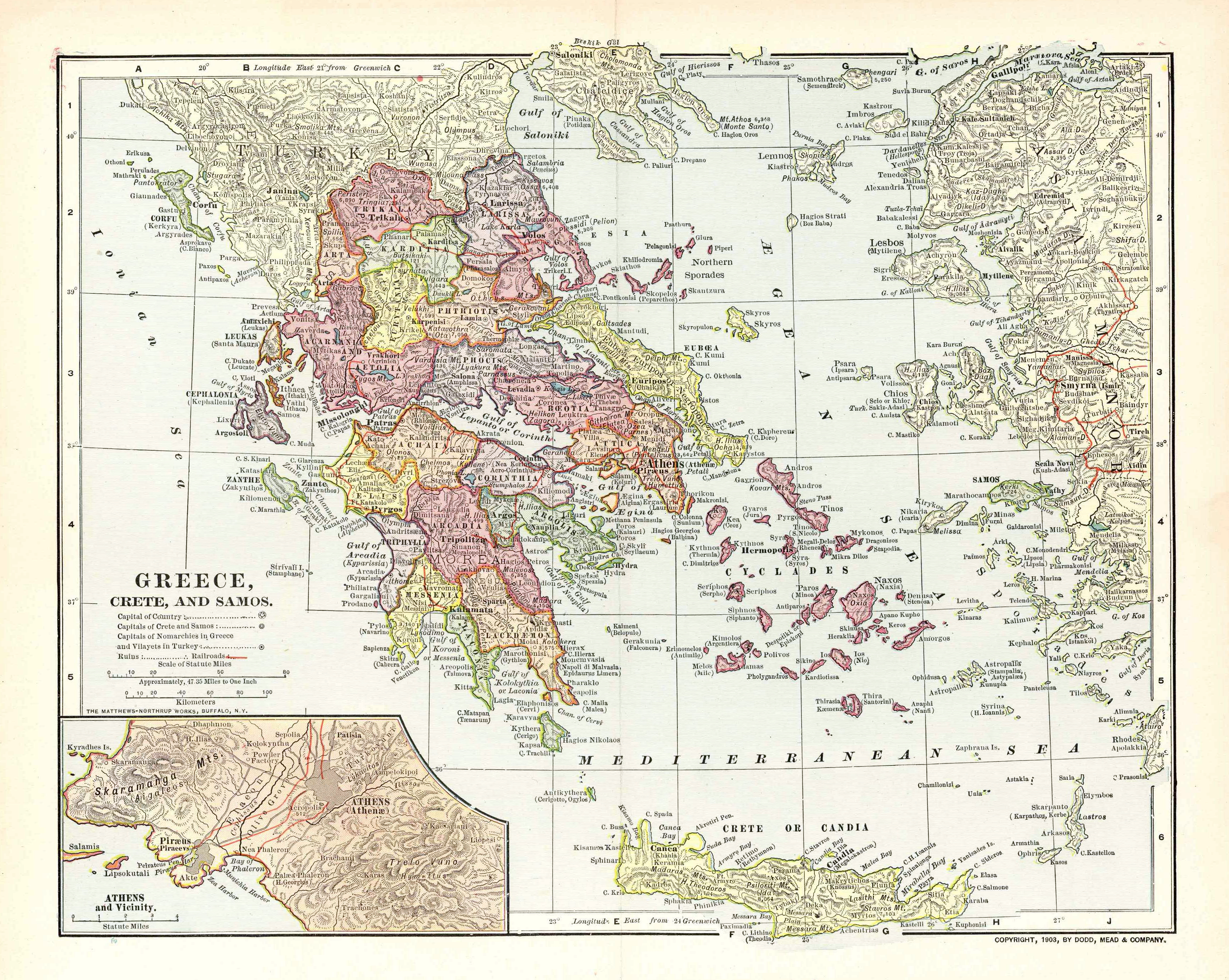
Mapa del reino de Grecia, el Estado cretense y el Principado de Samos en 1903, antes de las guerras balcánicas.

Sin embargo, todos los griegos estaban unidos en su determinación de liberar las provincias de habla griega del Imperio otomano. Especialmente en Creta, la revuelta cretense (1866-1869) suscitó el fervor nacionalista. Cuando estalló la guerra entre Rusia y el Imperio otomano (1877-1878), el sentimiento popular griego se unió al bando ruso, pero Grecia era demasiado pobre y estaba demasiado preocupada por la intervención británica como para entrar oficialmente en la guerra. No obstante, en 1881, Tesalia y pequeñas partes de Epiro fueron cedidas a Grecia como parte del Tratado de Berlín.
Los griegos de Creta continuaron organizando revueltas periódicas y, en 1897, el gobierno griego de Theodoros Deligiannis, cediendo a la presión popular, declaró la guerra a los otomanos. En la guerra greco-turca de 1897, el ejército griego, mal entrenado y equipado, fue derrotado por los otomanos. Sin embargo, gracias a la intervención de las grandes potencias, Grecia sólo perdió un poco de territorio a lo largo de la frontera con Turquía, mientras que Creta se estableció como estado autónomo bajo el príncipe Jorge de Grecia como el Estado de Creta.

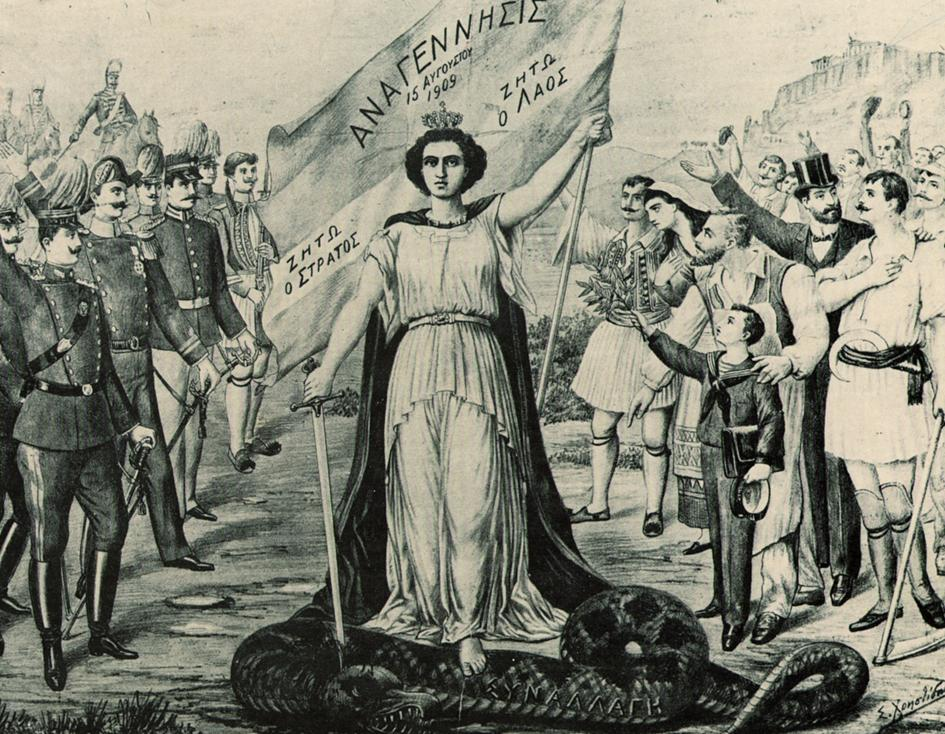
Litografía popular que celebra el éxito del pronunciamiento de Goudi de 1909 como un renacimiento nacional.

El sentimiento nacionalista entre los griegos del Imperio otomano siguió creciendo, y en la década de 1890 había constantes disturbios en Macedonia. Aquí, los griegos competían no sólo con los otomanos, sino también con los búlgaros, en una lucha de propaganda armada por los corazones y el imaginario de la población local étnicamente mezclada, la llamada «disputa por Macedonia».
En julio de 1908 estalló la Revolución de los Jóvenes Turcos en el Imperio otomano. Aprovechando la agitación interna otomana, Austria-Hungría anexó a Bosnia y Herzegovina y Bulgaria declaró su independencia del Imperio otomano. En Creta, la población local, dirigida por un joven político llamado Eleftherios Venizelos, declaró la Enosis, Unión con Grecia, provocando otra crisis. El hecho de que el gobierno griego, dirigido por Dimitrios Rallis, fuera incapaz de aprovechar la situación y unir Creta al redil, irritó a muchos griegos, especialmente a los jóvenes militares. Estos formaron una sociedad secreta, la «Liga Militar», con el propósito de emular a sus colegas otomanos para buscar reformas gubernamentales.
El golpe de Estado de Goudi, el 15 de agosto de 1909, marcó un hito en la historia griega moderna: como los conspiradores militares carecían de experiencia política, pidieron a Venizelos, de impecables credenciales liberales, que viniera a Grecia como asesor político. Venizelos se estableció rápidamente como una poderosa figura política, y sus aliados ganaron las elecciones de agosto de 1910. Venizelos se convirtió en primer ministro en octubre de 1910, iniciando un periodo de 25 años en los que su personalidad dominaría la política griega.
Venizelos inició un importante programa de reformas, que incluía una nueva constitución más liberal y reformas en los ámbitos de la administración pública, la educación y la economía. Se invitó a misiones militares francesas y británicas para el ejército y la armada, respectivamente, y se realizaron compras de armamento. Mientras tanto, la guerra italo-turca en Libia ponía de manifiesto la debilidad del Imperio otomano.

### Guerras de los Balcanes
A lo largo de la primavera de 1912, una serie de acuerdos bilaterales entre los estados balcánicos cristianos (Grecia, Bulgaria, Montenegro y Serbia) formaron la Liga Balcánica, que en octubre de 1912 declaró la guerra al Imperio otomano. En la primera guerra de los Balcanes, los otomanos fueron derrotados en todos los frentes, y los cuatro aliados se apresuraron a acaparar todo el territorio que pudieron. Los griegos ocuparon Salónica justo antes que los búlgaros, y también tomaron gran parte de Epiro con Ioánina, así como Creta y las islas del Egeo.
El Tratado de Londres (1913) puso fin a la guerra, pero nadie quedó satisfecho y pronto los cuatro aliados se pelearon por el reparto de Macedonia. En junio de 1913, Bulgaria atacó Grecia y Serbia, iniciando la segunda guerra de los Balcanes, pero fue rechazada. El Tratado de Bucarest (1913), que puso fin a la segunda guerra balcánica, dejó a Grecia con el sur de Epiro, la mitad sur de Macedonia (conocida como Macedonia griega), Creta y las islas del Egeo, excepto el Dodecaneso, ocupado por Italia desde 1911. Estas conquistas casi duplicaron la superficie y la población de Grecia.
En marzo de 1913, un anarquista, Alexandros Schinas, asesinó al rey Jorge en Salónica, y su hijo subió al trono como Constantino I. Constantino fue el primer rey griego nacido en Grecia y el primero en ser griego ortodoxo de nacimiento. Su propio nombre había sido elegido en el espíritu del nacionalismo griego romántico (la Megali Idea), evocando a los emperadores bizantinos de ese nombre. Además, como comandante en jefe del ejército griego durante las guerras balcánicas, su popularidad era enorme, sólo rivalizada por la de Venizelos, su primer ministro.

## Primera Guerra Mundial y crisis posteriores, 1914-1922
Cuando estalló la Primera Guerra Mundial en 1914, tanto el rey como su primer ministro Venizelos prefirieron mantener una postura neutral, a pesar del tratado de alianza de Grecia con Serbia, que había sido atacada por Austria-Hungría como primera acción beligerante del conflicto. Pero cuando los aliados pidieron ayuda a Grecia en la campaña de los Dardanelos de 1915, ofreciendo Chipre a cambio, sus opiniones divergentes se hicieron patentes: Constantino había sido educado en Alemania, estaba casado con Sofía de Prusia, hermana del Kaiser Guillermo, y estaba convencido de la victoria de las potencias centrales. Venizelos, en cambio, era un ferviente anglófilo y creía en una victoria aliada.
Dado que Grecia, un país marítimo, no podía oponerse a la poderosa armada británica, y alegando la necesidad de un respiro tras dos guerras, el rey Constantino era partidario de mantener la neutralidad, mientras que Venizelos buscaba activamente la entrada de Grecia en la guerra en el bando aliado. Venizelos dimitió, pero ganó las elecciones griegas de 1915 y volvió a formar gobierno. Cuando Bulgaria entró en la guerra como aliada de Alemania en octubre de 1915, Venizelos invitó a las fuerzas aliadas a entrar en Grecia (frente de Salónica), por lo que fue de nuevo destituido por Constantino.

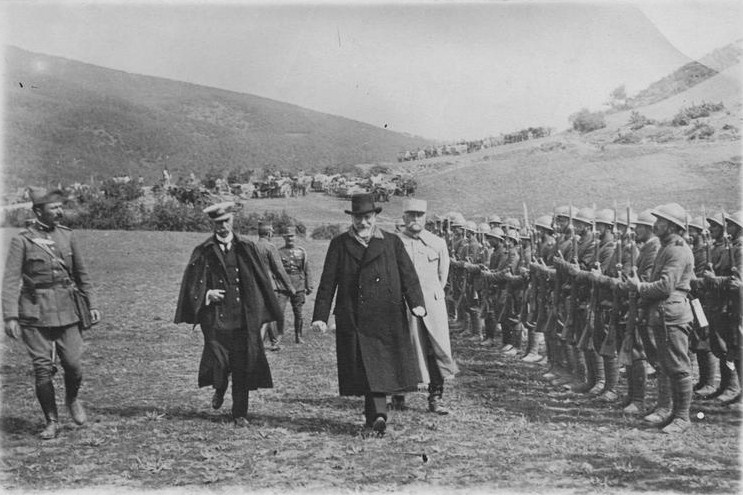
Venizelos pasa revista a una sección del ejército griego en el frente de Macedonia durante la Primera Guerra Mundial, 1917. Le acompañan el almirante Pavlos Koundouriotis (izquierda) y el general Maurice Sarrail (derecha).

En agosto de 1916, tras varios incidentes en los que ambos bandos de la guerra habían invadido el territorio griego, aún teóricamente neutral, oficiales venizelistas se sublevaron en Salónica, controlada por los aliados, y Venizelos estableció allí un gobierno separado conocido como el resultado del llamado «movimiento de Defensa Nacional». Constantino gobernaba ahora sólo en lo que era Grecia antes de las Guerras Balcánicas («la Vieja Grecia»), y su gobierno fue objeto de repetidas humillaciones por parte de los Aliados. En noviembre de 1916, los franceses ocuparon El Pireo, bombardearon Atenas y obligaron a la flota griega a rendirse. Las tropas realistas dispararon contra ellos, lo que provocó una batalla entre tropas realistas francesas y griegas. También se produjeron disturbios contra los partidarios de Venizelos en Atenas (Noemvriana).
Tras la Revolución de Febrero en Rusia en 1917, el apoyo del Zar a su primo Constantino fue eliminado, y se vio obligado a abandonar el país, sin llegar a abdicar, en junio de 1917. Su segundo hijo, Alejandro, se convirtió en rey, mientras que el resto de la familia real y los monárquicos más destacados le siguieron al exilio. Venizelos llevó a una Grecia superficialmente unida a la guerra en el bando aliado, pero bajo la superficie, la división de la sociedad griega entre venizelistas y antivenizelistas, el llamado Cisma Nacional, se afianzó.

### Guerra greco-turca (1919-1922)

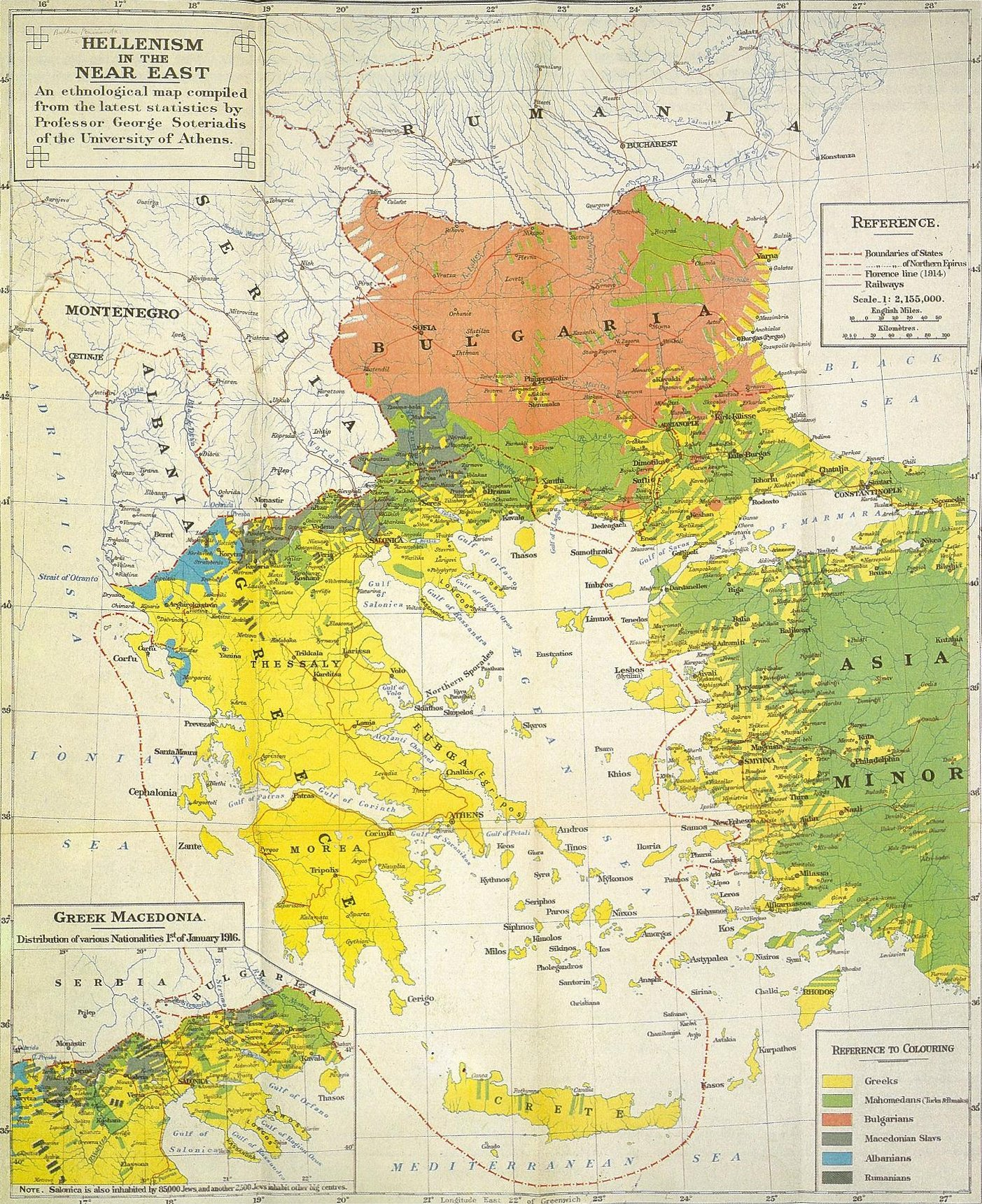
El reino griego y la diáspora griega en los Balcanes y Asia Menor occidental, según un mapa de 1919 presentado a la Conferencia de Paz de París.

Con el fin de la guerra en noviembre de 1918, el caído Imperio otomano estaba listo para ser repartido entre los vencedores, y Grecia esperaba ahora que los Aliados cumplieran sus promesas. En gran medida, gracias a los esfuerzos diplomáticos de Venizelos, Grecia obtuvo a Tracia Occidental en el Tratado de Neuilly en noviembre de 1919 y Tracia Oriental y una zona alrededor de Esmirna en Anatolia occidental (ya bajo administración griega como la Ocupación de Esmirna desde mayo de 1919) en el Tratado de Sèvres de agosto de 1920. El futuro de Constantinopla quedaba por determinar. Pero al mismo tiempo, en Turquía surgió un Movimiento Nacional Turco liderado por Mustafa Kemal (más tarde Kemal Atatürk), que estableció un gobierno rival en Ankara y se dedicó a luchar contra el ejército griego.

Mapa de los acontecimientos militares durante la guerra greco-turca (1919-1922).

En ese momento, la realización de la Megali Idea parecía cercana. Pero tan profundas eran las desavenencias en la sociedad griega que, a su regreso a Grecia, dos antiguos oficiales monárquicos intentaron asesinar a Venizelos. Más sorprendente aún, el Partido Liberal de Venizelos perdió las elecciones griegas de noviembre de 1920, y en el plebescito griego de 1920, el pueblo griego votó por el regreso del rey Constantino del exilio tras la repentina muerte del rey Alejandro.
La Oposición Unida, que había hecho campaña con el lema del fin de la Campaña de Asia Menor en Anatolia, en lugar de ello la intensificó. Pero la restauración monárquica tuvo consecuencias nefastas: muchos oficiales veteranos venizelistas fueron despedidos o abandonaron el ejército, mientras que Italia y Francia encontraron en el regreso del odiado Constantino un pretexto útil para cambiar su apoyo a Kemal. Finalmente, en agosto de 1922, el ejército turco destrozó el frente griego y tomó Esmirna en una operación que desembocó en la catástrofe causada por el incendio de Esmirna.
El ejército griego evacuó no sólo Anatolia, sino también Tracia oriental y las islas de Imbros y Ténedos, de acuerdo con los términos del Tratado de Lausana (1923). Ambos países acordaron un intercambio de población entre Grecia y Turquía, con el desarraigo de más de 1,5 millones de cristianos y casi medio millón de musulmanes. Esta catástrofe marcó el fin de la Megali Idea y dejó a Grecia financieramente cansada, desmoralizada y teniendo que albergar y alimentar a un número proporcionalmente enorme de refugiados griegos.

## República y monarquía (1922-1940)

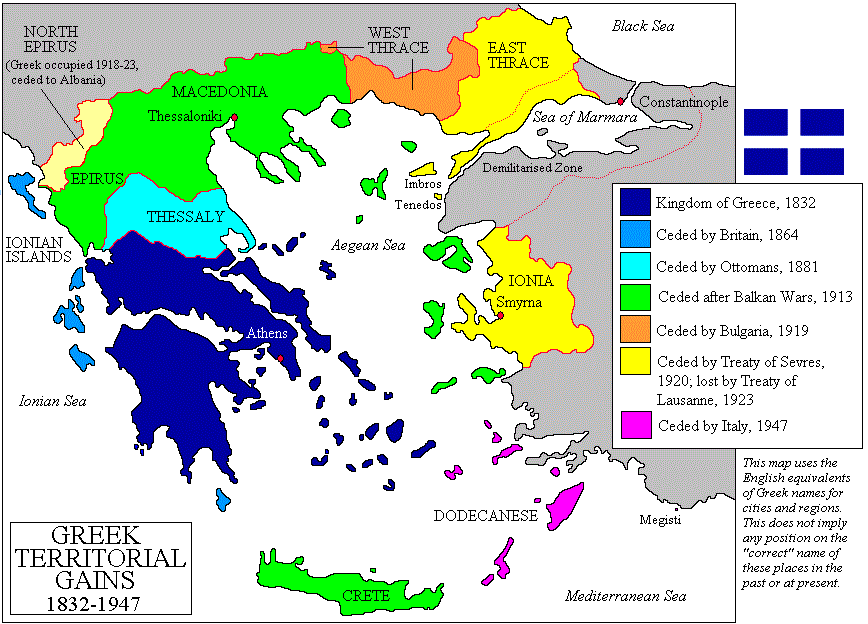
Cambios territoriales griegos entre 1821 y 1947, mostrando los territorios concedidos a Grecia en 1919 y los perdidos en 1923.

La catástrofe agravó la crisis política: el ejército que regresaba se sublevó bajo las órdenes de oficiales venizelistas y obligó al rey Constantino a abdicar de nuevo, en septiembre de 1922, en favor de su primogénito, Jorge II. El «Comité Revolucionario», encabezado por los coroneles Stilianos Gonatas (que pronto se convertiría en primer ministro) y Nikolaos Plastiras, emprendió una caza de brujas contra los monárquicos que culminó en el «Juicio de los seis».
Las elecciones griegas de 1923 se celebraron para formar una Asamblea Nacional con poderes para redactar una nueva constitución. Tras un fallido intento de golpe de Estado de los monárquicos Leonardopoulos-Gargalidis, los partidos monárquicos se abstuvieron, lo que condujo a una victoria aplastante de los liberales y sus aliados. Se pidió al rey Jorge II que abandonara el país, y el 25 de marzo de 1924, Alexandros Papanastasiou proclamó la Segunda República Helénica, ratificada por el plebiscito griego de 1924 un mes después.
Sin embargo, la nueva República se construyó sobre cimientos inestables. El Cisma Nacional seguía vivo, ya que los monárquicos, con la excepción de Ioannis Metaxas, no reconocían el régimen republicano patrocinado por los venizelistas. El ejército, que tenía poder y proporcionaba muchos de los principales defensores de ambos bandos, se convirtió en un factor a tener en cuenta, propenso a intervenir en política.

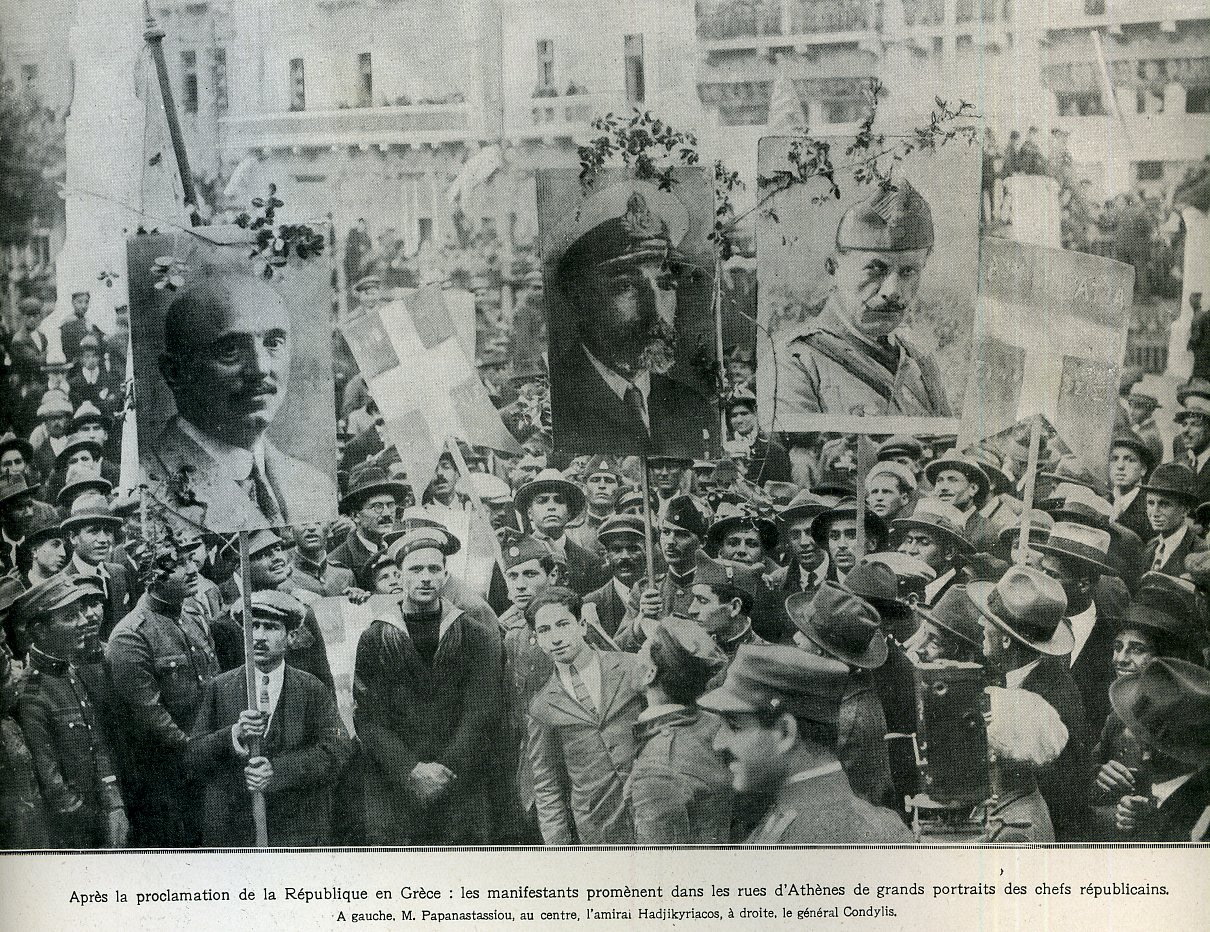
Multitud celebrando en Atenas la proclamación de la República, 1924, con pancartas de los líderes republicanos Papanastasiou, Hatzikyriakos y Kondylis.

Grecia estaba diplomáticamente aislada y era vulnerable, como demostró el incidente de Corfú de 1923, y los cimientos económicos del Estado estaban en ruinas tras una década de guerra y el repentino aumento de la población del país en una cuarta parte. Los refugiados, sin embargo, también trajeron un aire nuevo a Grecia. Ahora estaban empobrecidos, pero antes de 1922 muchos habían sido empresarios y habían recibido una buena educación. Acérrimos partidarios de Venizelos y de la República, muchos se radicalizarían y desempeñarían un papel destacado en el naciente Partido Comunista de Grecia.
En junio de 1925, el general Theodoros Pangalos dio un golpe de Estado y gobernó como dictador durante un año, hasta que un contragolpe de otro general, Georgios Kondylis, lo derrocó y restauró la República. Mientras tanto, Pangalos consiguió involucrar a Grecia en una guerra de corta duración con Bulgaria, precipitada por el incidente de Petrich, y hacer concesiones inaceptables en Salónica y su interior a Yugoslavia, en un intento de obtener su apoyo para su política revanchista contra Turquía.
En 1928, Venizelos regresó del exilio. Tras una aplastante victoria en las elecciones griegas de 1928, formó gobierno. Fue el único gabinete de la Segunda República que duró cuatro años, y el trabajo que dejó tras de sí fue considerable. Junto a las reformas internas, Venizelos restauró las deterioradas relaciones internacionales de Grecia, iniciando incluso una reconciliación greco-turca con una visita a Ankara y la firma de un Acuerdo de Amistad en 1930.
La Gran Depresión golpeó con especial dureza a Grecia, un país ya de por sí pobre y dependiente de las exportaciones agrícolas. La situación empeoró con el cierre de la emigración a Estados Unidos, el tradicional escape de la pobreza rural. El resultado fue un elevado desempleo y el consiguiente malestar social, y el Partido Comunista de Grecia avanzó rápidamente. Venizelos se vio obligado a dejar de pagar la deuda nacional griega en 1932 y abandonó el poder tras las elecciones griegas de 1932. Le sucedió un gobierno monárquico de coalición dirigido por Panagis Tsaldaris, del Partido Popular.
En 1933 y 1935 se produjeron dos fallidos golpes militares venizelistas en un intento de preservar la República, pero tuvieron el efecto contrario. El 10 de octubre de 1935, unos meses después de sofocar el intento de golpe de Estado griego de 1935, Georgios Kondilis, antiguo incondicional venizelista, abolió la República en otro golpe y declaró restaurada la monarquía. El plebiscito griego de 1935 confirmó el cambio de régimen (con un nada sorprendente 97,88% de los votos), y el rey Jorge II regresó.

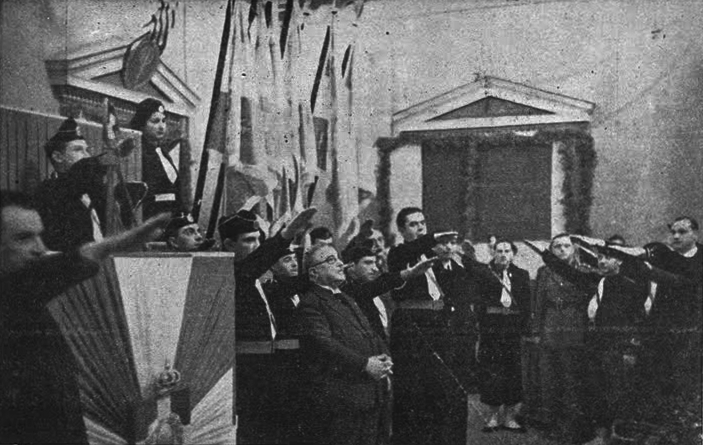
El régimen conservador de Ioannis Metaxas (Régimen del 4 de Agosto) adoptó muchas de las ideas y simbología del fascismo italiano. Aquí, miembros de la Organización Nacional de la Juventud hacen el saludo romano a Metaxas.

El rey Jorge II destituyó inmediatamente a Kondylis y nombró primer ministro interino al profesor Konstantinos Demertzis. Mientras tanto, Venizelos, en el exilio, instaba a poner fin al conflicto monárquico ante la amenaza que suponía para Grecia el ascenso de la Italia fascista. Sus sucesores como líder liberal, Themistoklis Sophoulis y Georgios Papandreou, estuvieron de acuerdo y se aceptó la restauración de la monarquía. Las elecciones griegas de 1936 dieron como resultado un parlamento con un empate, en el que los comunistas mantenían la balanza. Como no se pudo formar gobierno, Demertzis siguió adelante. Al mismo tiempo, una serie de muertes dejó la escena política griega en desorden: Kondylis murió en febrero, Venizelos en marzo, Demertzis en abril y Tsaldaris en mayo. El camino estaba despejado para Ioannis Metaxas, que había sucedido a Demertzis como primer ministro interino.
Metaxas, general monárquico retirado, creía necesario un gobierno autoritario para evitar conflictos sociales y sofocar el creciente poder de los comunistas. El 4 de agosto de 1936, con el apoyo del rey, suspendió el Parlamento e instauró el Régimen del 4 de agosto. Los comunistas fueron suprimidos y los dirigentes liberales se exiliaron internamente. Siguiendo el modelo de la Italia fascista de Benito Mussolini, el régimen de Metaxás promovió diversos conceptos, como la «Tercera Civilización Helénica», el saludo romano, una Organización Nacional de la Juventud, e introdujo medidas para ganarse el apoyo popular, como el Instituto Griego de la Seguridad Social (IKA), que sigue siendo la mayor institución de seguridad social de Grecia.
A pesar de estos esfuerzos, el régimen carecía de una amplia base popular o de un movimiento de masas que lo apoyara. En general, el pueblo griego se mostraba apático, sin oponerse activamente a Metaxás. Metaxas también mejoró las defensas del país en preparación para la próxima guerra europea, construyendo, entre otras medidas defensivas, la «Línea Metaxas». A pesar de su apego al fascismo y de los fuertes lazos económicos con la resurgente Alemania nazi, Metaxas siguió una política de neutralidad, dados los tradicionalmente fuertes lazos de Grecia con Gran Bretaña, reforzados por la anglofilia personal del rey Jorge II. En abril de 1939, la amenaza italiana se acercó repentinamente cuando Italia anexó Albania, tras lo cual Gran Bretaña garantizó públicamente las fronteras de Grecia. Así, cuando estalló la Segunda Guerra Mundial en septiembre de 1939, Grecia se mantuvo neutral.

## Segunda Guerra Mundial

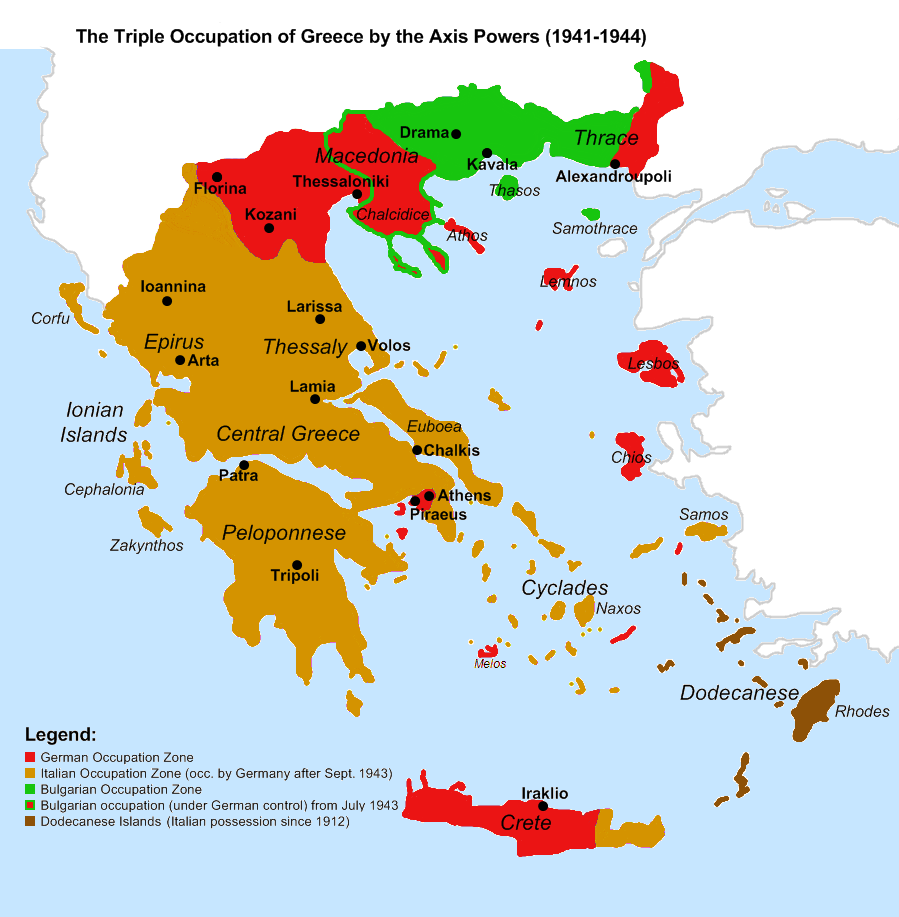
Las tres zonas de ocupación. La zona italiana fue tomada por los alemanes en septiembre de 1943.
Zona italiana
Zona alemana
Bulgaria

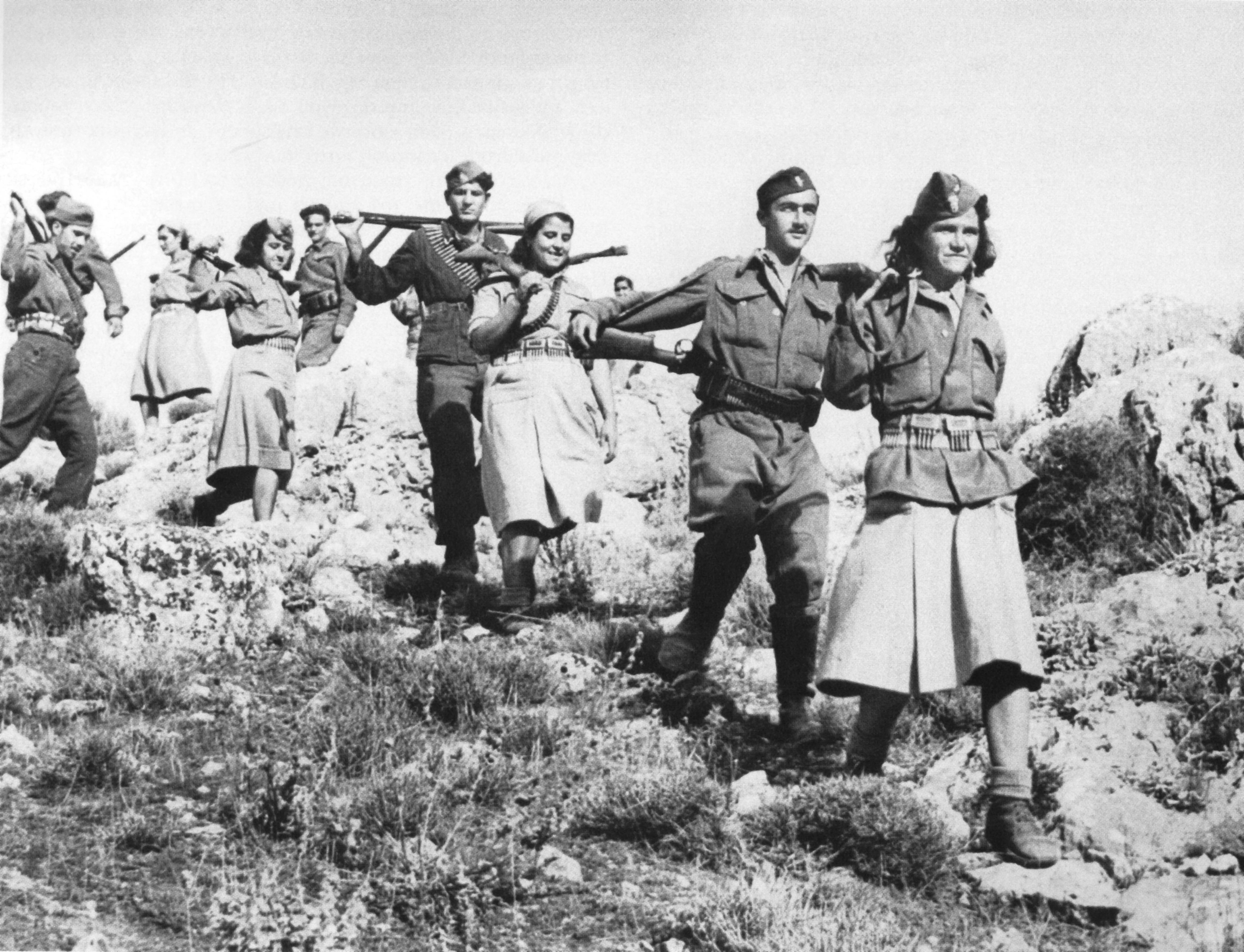
Guerrilleros del ELAS.

A pesar de esta neutralidad declarada, Grecia se convirtió en objetivo de la política expansionista de Mussolini. Las provocaciones contra Grecia incluyeron el hundimiento del crucero griego Elli el 15 de agosto de 1940. Las tropas italianas cruzaron la frontera el 28 de octubre de 1940, iniciando la guerra greco-italiana, pero fueron detenidas por una decidida defensa griega que finalmente las hizo retroceder hasta Albania.
Metaxas falleció repentinamente en enero de 1941. Su muerte suscitó esperanzas de una liberalización de su régimen y la restauración del gobierno parlamentario, pero el rey Jorge sofocó estas esperanzas al mantener en su lugar la maquinaria del régimen. Mientras tanto, Adolf Hitler se vio obligado a regañadientes a desviar tropas alemanas para rescatar a Mussolini de la derrota, y atacó Grecia a través de Yugoslavia y Bulgaria el 6 de abril de 1941. A pesar de la ayuda británica, los alemanes invadieron la mayor parte del país a finales de mayo. El Rey y el gobierno escaparon a Creta, donde permanecieron hasta el final de la batalla de Creta. Después se trasladaron a Egipto, donde se estableció un gobierno griego en el exilio.
Grecia fue dividida en zonas alemana, italiana y búlgara, y en Atenas se estableció un régimen títere. Sus miembros eran conservadores o nacionalistas con inclinaciones fascistas. Los tres primeros ministros quisling eran Geórgios Çolakoğlu, el general que había firmado el armisticio con la Wehrmacht, Konstantinos Logothetopoulos, e Ioannis Rallis, que asumió el cargo cuando la derrota alemana era inevitable y tenía como principal objetivo combatir el movimiento de resistencia de izquierdas. Para ello creó los batallones de seguridad colaboracionistas.

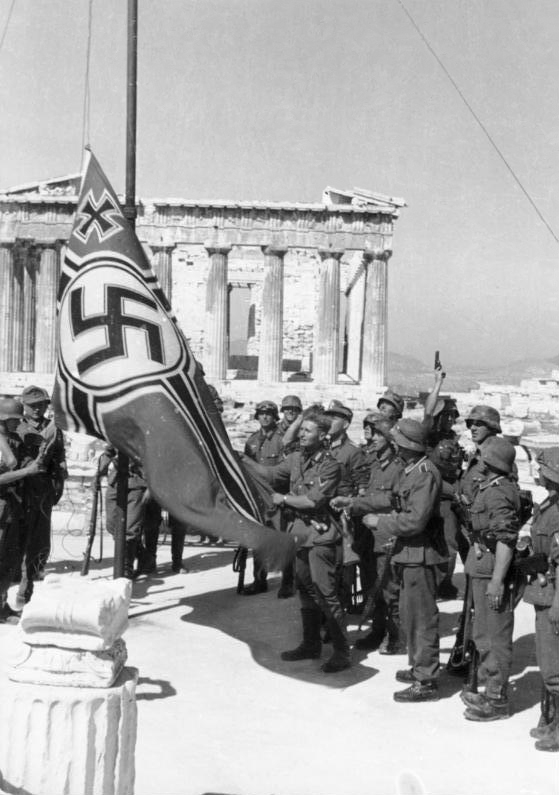
El inicio simbólico de la ocupación: Soldados alemanes izan la bandera de guerra alemana sobre la Acrópolis. Esta bandera fue arriada en uno de los primeros actos de la resistencia griega.

Grecia sufrió terribles privaciones durante la Segunda Guerra Mundial, ya que los alemanes se apropiaron de la mayor parte de la producción agrícola del país e impidieron faenar a sus flotas pesqueras. Como consecuencia, y debido a que un bloqueo británico obstaculizó inicialmente los esfuerzos de ayuda extranjera, se produjo la Gran Hambruna griega. Cientos de miles de griegos perecieron, especialmente en el invierno de 1941-1942. La dracma sufrió una de las cinco peores hiperinflaciones de la historia. Mientras tanto, en las montañas de Grecia continental surgieron varios movimientos de resistencia griegos y, a mediados de 1943, las fuerzas del Eje sólo controlaban las principales ciudades y las carreteras de conexión, mientras que en las montañas se había establecido una «Grecia libre». En septiembre de 1943, las zonas de ocupación italiana de Grecia fueron invadidas por las fuerzas alemanas tras la deposición de Mussolini y la decisión de Italia de unirse a Grecia como nación aliada en la guerra.
El mayor grupo de resistencia, el Frente de Liberación Nacional (EAM), estaba controlado por el Partido Comunista de Grecia, al igual que el Ejército de Liberación del Pueblo Griego (ELAS), dirigido por Aris Velouchiotis, y pronto estalló una guerra civil entre éste y grupos no comunistas como la Liga Nacional Republicana Griega (EDES) en las zonas liberadas de los alemanes. El gobierno exiliado en El Cairo sólo mantenía contactos intermitentes con el movimiento de resistencia y no ejercía prácticamente ninguna influencia en el país ocupado. Esto se debió en parte a la impopularidad del rey Jorge II en la propia Grecia, pero a pesar de los esfuerzos de los políticos griegos, el apoyo británico garantizó su permanencia al frente del gobierno de El Cairo.
A medida que se acercaba la derrota alemana, las diversas facciones políticas griegas se reunieron en Líbano en mayo de 1944 bajo los auspicios británicos y formaron un gobierno de unidad nacional bajo Jorge Papandreu, en el que el EAM estaba representado por seis ministros.

## Guerra civil
Las fuerzas alemanas se retiraron el 12 de octubre de 1944, y el gobierno en el exilio regresó a Atenas. Tras la retirada alemana, el ejército guerrillero EAM-ELAS controlaba efectivamente la mayor parte de Grecia, pero sus líderes eran reacios a tomar el control del país, ya que sabían que el primer ministro soviético Iósif Stalin había acordado que Grecia quedara en la esfera de influencia británica tras la guerra. Las tensiones entre Papandreu, apoyado por los británicos, y el EAM, especialmente por la cuestión del desarme de los distintos grupos armados, provocaron la dimisión de los ministros de este último del gobierno.
Pocos días después, el 3 de diciembre de 1944, una manifestación a gran escala a favor del EAM en Atenas acabó en violencia y dio paso a una intensa lucha casa por casa con las fuerzas británicas y monárquicas (Dekemvriana). Al cabo de tres semanas, los comunistas fueron derrotados: el acuerdo de Varkiza puso fin al conflicto y desarmó al ELAS, y se formó un inestable gobierno de coalición. La reacción contra el EAM se convirtió en un «Terror Blanco» a gran escala, que exacerbó las tensiones.

Organización y bases militares del «Ejército Democrático», así como rutas de entrada a Grecia.

Los comunistas boicotearon las elecciones de marzo de 1946, y ese mismo día estallaron de nuevo los combates. A finales de 1946 se había formado el Ejército Democrático Comunista de Grecia, enfrentado al Ejército Nacional gubernamental, respaldado primero por Gran Bretaña y después de 1947 por Estados Unidos.
Los éxitos comunistas en 1947-1948 les permitieron moverse libremente por gran parte de Grecia continental, pero con una amplia reorganización, la deportación de poblaciones rurales y el apoyo material estadounidense, el Ejército Nacional pudo recuperar lentamente el control sobre la mayor parte del campo. En 1949, los insurgentes sufrieron un duro golpe, ya que Yugoslavia cerró sus fronteras tras la separación del mariscal Josip Broz Tito con la Unión Soviética. Finalmente, en agosto de 1949, el Ejército Nacional al mando del mariscal Aléxandros Papagos lanzó una ofensiva que obligó a los insurgentes restantes a rendirse o huir por la frontera norte hacia el territorio de los vecinos comunistas del norte de Grecia.
La guerra civil causó 100.000 muertos y trastornos económicos catastróficos. Además, al menos 25.000 griegos y un número indeterminado de eslavos macedonios fueron evacuados voluntaria o forzosamente a países del bloque oriental, mientras que 700.000 se convirtieron en desplazados dentro del país. Muchos más emigraron a Australia y otros países.
El acuerdo de posguerra puso fin a la expansión territorial de Grecia, que había comenzado en 1832. El Tratado de París de 1947 obligaba a Italia a entregar las islas del Dodecaneso a Grecia. Fueron las últimas zonas de mayoría grecoparlante que se unieron al Estado griego, aparte de Chipre, que fue posesión británica hasta su independencia en 1960. La homogeneidad étnica de Grecia aumentó con la expulsión, tras la guerra, de 25.000 albaneses del Epiro (véase albaneses de Cham). Las únicas minorías significativas que quedan son los musulmanes de Tracia occidental (unos 100.000) y una pequeña minoría de habla eslava en el norte. Los nacionalistas griegos siguieron reclamando el sur de Albania (que llamaron Epiro del Norte), donde vivía una importante población griega (entre el 3% y el 12% en toda Albania), y las islas de Imvros y Tenedos, controladas por los turcos, donde había minorías griegas más pequeñas.

## Posguerra (1950-1973)
Tras la guerra civil, Grecia intentó incorporarse a las democracias occidentales y se convirtió en miembro de la Organización del Tratado del Atlántico Norte en 1952.
Desde la guerra civil (1946-49), pero aún más después, los partidos del Parlamento se dividieron en tres concentraciones políticas. La formación política derecha-centro-izquierda, dada la exacerbación de la animadversión política que había precedido a la división del país en los años 40, tendió a convertir la concurrencia de partidos en posiciones ideológicas.

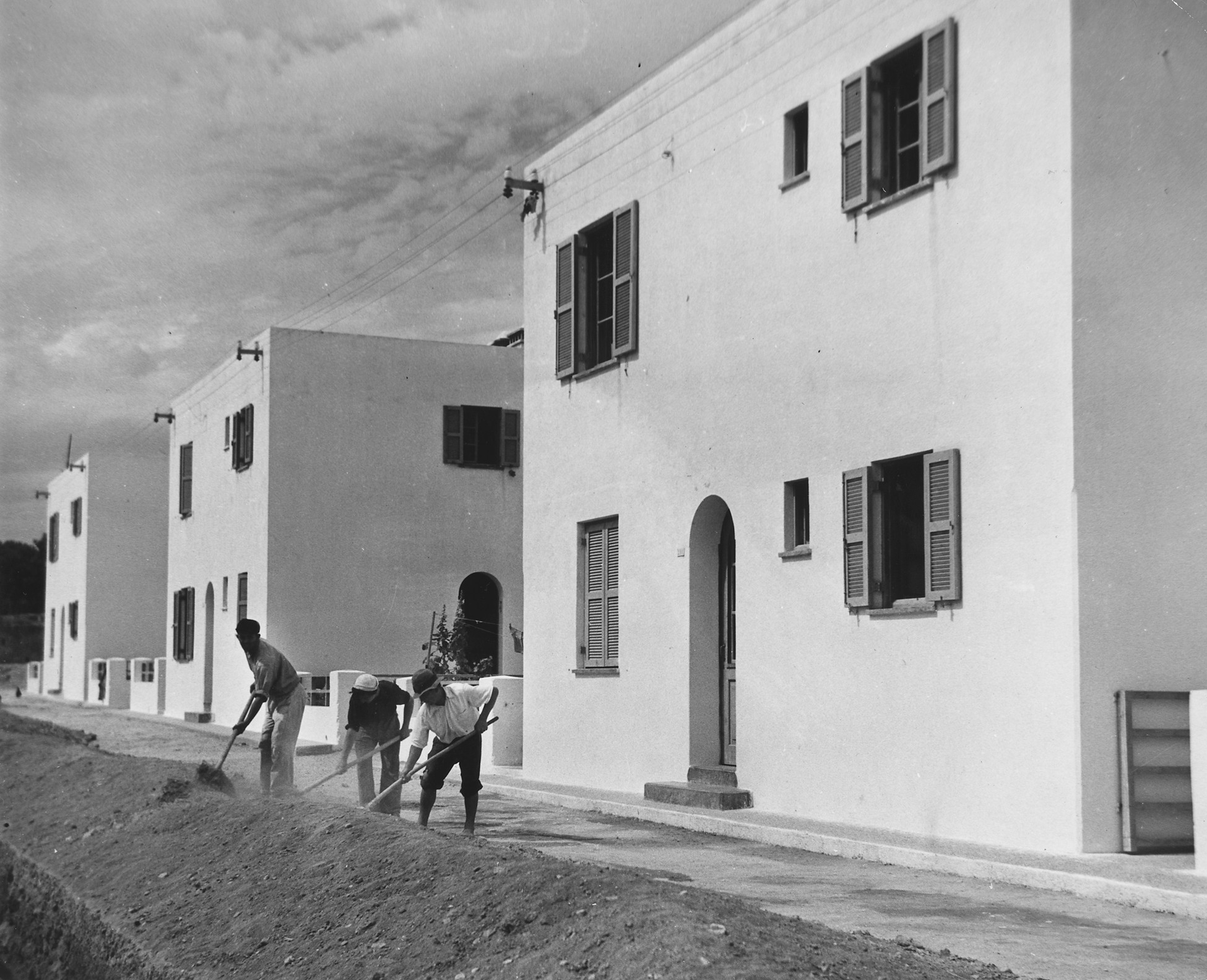
Obreros nivelan la calle delante de las nuevas viviendas construidas con ayuda de los fondos del plan Marshall en Grecia.

A principios de los años 50, las fuerzas de centro (EPEK) consiguieron hacerse con el poder y bajo la dirección del anciano general N. Plastiras gobernaron durante aproximadamente medio cuatrienio. Fueron una serie de gobiernos con escasa capacidad de maniobra e influencia en la arena política. Este gobierno, así como los que le siguieron, estuvo constantemente bajo los auspicios estadounidenses. La derrota del EPEK en las elecciones de 1952, además de incrementar las medidas represivas que afectaban a los vencidos de la guerra civil, marcó también el fin de la posición política general que representaba, a saber, el consenso político y la reconciliación social.
La izquierda, que había sido condenada al ostracismo de la vida política del país, encontró una vía de expresión a través de la constitución de EDA (Izquierda Democrática Unida) en 1951, que resultó ser un polo significativo, aunque constantemente excluido de los centros de decisión. Tras la disolución del centro como institución política autónoma, EDA amplió prácticamente su influencia electoral a una parte significativa del centro-izquierda basado en EAM.
Los años sesenta forman parte del periodo 1953-72, durante el cual la economía griega se desarrolló rápidamente y se estructuró en el ámbito de la evolución económica europea y mundial. Una de las principales características de ese periodo fue el gran acontecimiento político de la adhesión del país a la Comunidad Económica Europea, en un intento de crear un mercado común. El tratado correspondiente se firmó en 1962.
La estrategia de desarrollo adoptada por el país se plasmó en planes quinquenales organizados centralmente; sin embargo, su orientación era indistinta. La emigración media anual, que absorbía el exceso de mano de obra y contribuía a unas tasas de crecimiento extremadamente altas, superaba el aumento natural anual de la población. Se facilitaba la entrada de grandes cantidades de capital privado extranjero y se expandía el consumo. Esto, asociado al auge del turismo, a la expansión de la actividad naviera y a las remesas de los emigrantes, tuvo un efecto positivo en la balanza de pagos del país.
El punto álgido del desarrollo se registró principalmente en el sector manufacturero, sobre todo en las industrias textil, química y metalúrgica, cuya tasa de crecimiento alcanzó el 11% durante 1965-70. El otro gran sector en el que se produjeron evidentes consecuencias económicas y sociales fue el de la construcción. La política del αντιπαροχή (antiparochi, «intercambio de propiedades»), un invento griego que suponía la concesión de terrenos de construcción a promotores a cambio de una participación en los edificios de apartamentos de varias plantas resultantes, favoreció la creación de una clase de pequeños-medianos contratistas, por un lado, y asentó el sistema de la vivienda y el estatuto de la propiedad, por otro. Sin embargo, también fue responsable de la demolición de gran parte de la arquitectura tradicional y neoclásica del país del siglo XIX, y de la transformación de las ciudades griegas, y especialmente Atenas, en un «paisaje urbano sin forma, sin fronteras y sin lugares».
Durante esa década, la cultura juvenil pasó al primer plano de la sociedad como un poder social diferenciado con presencia autónoma (creación de una nueva cultura en la música, la moda, etc.) y los jóvenes mostraron dinamismo en la reivindicación de sus derechos sociales. La independencia concedida a Chipre, que fue minada desde el principio, constituyó el principal foco de movilizaciones de los jóvenes activistas, junto con las luchas encaminadas a conseguir reformas en la educación, que se realizaron provisionalmente hasta cierto punto mediante la reforma educativa de 1964. El país contaba con Europa y se dejaba influir por ella -generalmente con retraso- y por las tendencias del momento como nunca antes.

### Junta Militar griega de 1967-1974
El país se sumió en una prolongada crisis política, y las elecciones estaban previstas para finales de abril de 1967. El 21 de abril de 1967, un grupo de coroneles de derechas dirigidos por el coronel George Papadopoulos tomó el poder en un golpe de Estado que estableció el Régimen de los Coroneles. Se suprimieron las libertades civiles, se establecieron tribunales militares especiales y se disolvieron los partidos políticos.
Varios miles de presuntos comunistas y opositores políticos fueron encarcelados o exiliados a remotas islas griegas. Se afirma que el supuesto apoyo de Estados Unidos a la junta fue la causa del aumento del antiamericanismo en Grecia durante y después del duro gobierno de la junta. Los primeros años de la junta también fueron testigos de un notable repunte de la economía, con un aumento de la inversión extranjera y obras de infraestructura a gran escala. La junta fue ampliamente condenada en el extranjero, pero dentro del país el descontento no empezó a aumentar hasta después de 1970, cuando la economía se ralentizó.
Ni siquiera las fuerzas armadas, base del régimen, fueron inmunes: en mayo de 1973, un golpe planeado por la Armada Helénica fue reprimido por los pelos, pero desembocó en el motín de los Velos, cuyos oficiales buscaron asilo político en Italia. En respuesta, el líder de la junta, Papadopoulos, intentó dirigir el régimen hacia una democratización controlada, aboliendo la monarquía y declarándose Presidente de la República.

## Transición y democracia (1973-2009)
El 25 de noviembre de 1973, tras la sangrienta represión de la revuelta de la Politécnica de Atenas el 17 de noviembre, el brigadier de línea dura Dimitrios Ioannides derrocó a Papadopoulos e intentó continuar con la dictadura a pesar del malestar popular que la revuelta había desencadenado. El intento de Ioannides en julio de 1974 de derrocar al arzobispo Makarios, presidente de Chipre, llevó a Grecia al borde de la guerra con Turquía, que invadió Chipre y ocupó parte de la isla.
Los altos mandos militares griegos retiraron entonces su apoyo a la junta, que se derrumbó. Konstantinos Karamanlis regresó de su exilio en Francia para establecer un gobierno de unidad nacional hasta la celebración de elecciones. Karamanlis trabajó para desactivar el riesgo de guerra con Turquía y también legalizó el Partido Comunista, ilegal desde 1947. Su recién organizado partido, Nueva Democracia (ND), ganó las elecciones celebradas en noviembre de 1974 por un amplio margen, y se convirtió en primer ministro.
Tras el referéndum de 1974, que desembocó en la abolición de la monarquía, el Parlamento aprobó una nueva Constitución el 19 de junio de 1975. El Parlamento eligió Presidente de la República a Konstantinos Tsatsos. En las elecciones parlamentarias de 1977, Nueva Democracia vuelve a obtener la mayoría de escaños. En mayo de 1980, el primer ministro Karamanlis fue elegido para suceder a Tsatsos como Presidente. Georgios Rallis sucedió a Karamanlis como primer ministro.
El 1 de enero de 1981, Grecia se convirtió en el décimo miembro de la Comunidad Europea (actual Unión Europea). En las elecciones parlamentarias celebradas el 18 de octubre de 1981, Grecia eligió su primer gobierno socialista cuando el Movimiento Socialista Panhelénico (PASOK), dirigido por Andreas Papandreou, obtuvo 172 de los 300 escaños. El 29 de marzo de 1985, tras la negativa del primer ministro Papandreu a apoyar al Presidente Karamanlis para un segundo mandato, lo que desencadenó una crisis constitucional, el magistrado del Tribunal Supremo Christos Sartzetakis fue elegido Presidente por el Parlamento griego.
Grecia celebró dos rondas de elecciones parlamentarias en 1989. La primera fue una coalición entre conservadores y comunistas para formar un gobierno con un mandato limitado; la investigación por los numerosos escándalos de corrupción, incluido el escándalo Koskotas, que sacudía al gobierno de Papandreu. Esta coalición fue extraordinaria para la sociedad griega, y supuso el primer paso para curar las heridas de la guerra civil griega. Tras la imputación de Papandreu y la celebración de nuevas elecciones, se formó un gobierno de Unidad Nacional bajo Xenophon Zolotas para revertir el deterioro de la economía. Los líderes del partido retiraron su apoyo en febrero de 1990, y el 8 de abril se celebraron elecciones. Nueva Democracia, liderada por Konstantinos Mitsotakis, obtuvo 150 escaños en esas elecciones y posteriormente ganó otros dos. Sin embargo, una ruptura entre Mitsotakis y su primer ministro de Asuntos Exteriores, Antonis Samaras, en 1992, provocó la destitución de Samaras y el colapso final del gobierno de ND. En las nuevas elecciones de septiembre de 1993, Papandreu volvió al poder.
El 17 de enero de 1996, tras una larga enfermedad, Papandreu dimitió y fue sustituido como primer ministro por el antiguo ministro de Comercio e Industria Costas Simitis. A los pocos días, el nuevo primer ministro tuvo que hacer frente a una grave crisis greco-turca en torno a las islas Imia/Kardak. Posteriormente, Simitis fue reelegido en las elecciones de 1996 y 2000. En 2004, Simitis se retiró y Giorgos Papandreu le sucedió al frente del PASOK.
En las elecciones de marzo de 2004, el PASOK fue derrotado por Nueva Democracia, liderada por Kostas Karamanlis, sobrino del expresidente. El gobierno convocó elecciones anticipadas en septiembre de 2007 (normalmente, las elecciones se habrían celebrado en marzo de 2008), y Nueva Democracia volvió a ser el partido mayoritario en el Parlamento. Como consecuencia de esa derrota, el PASOK emprendió unas elecciones de partido para elegir un nuevo líder. En esa contienda, Yorgos Papandreu fue reelegido al frente del partido socialista griego. Sin embargo, en las elecciones de 2009, el PASOK se convirtió en el partido mayoritario en el Parlamento y Yorgos Papandreu se convirtió en primer ministro de Grecia. Después de que el PASOK perdiera su mayoría en el Parlamento, ND y el PASOK se unieron a la más pequeña Concentración Popular Ortodoxa en una gran coalición, comprometiendo su apoyo parlamentario a un gobierno de unidad nacional encabezado por el exvicepresidente del Banco Central Europeo Lukas Papadimos.

## Gobierno griego y crisis económica (2009-)

### Crisis de la deuda pública (2009-2018)
Desde finales de 2009, los temores de una crisis de deuda soberana se desarrollaron entre los inversores en relación con la capacidad de Grecia para cumplir con sus obligaciones de deuda debido al fuerte aumento de los niveles de deuda pública. Esto condujo a una crisis de confianza, indicada por una ampliación de los diferenciales de rendimiento de los bonos y los seguros de riesgo en las permutas de incumplimiento crediticio en comparación con otros países, sobre todo Alemania. La degradación de la deuda del gobierno griego a bonos basura generó alarma en los mercados financieros. 
El 2 de mayo de 2010, los países de la eurozona y el Fondo Monetario Internacional acordaron un préstamo de 110.000 millones de euros para Grecia, condicionado a la aplicación de duras medidas de austeridad. En octubre de 2011, los líderes de la eurozona también acordaron una propuesta para condonar el 50% de la deuda griega con acreedores privados, aumentar el FEEF a aproximadamente 1 billón de euros y exigir que los bancos europeos alcancen un 9% de capitalización para reducir el riesgo de contagio a otros países. Estas medidas de austeridad resultaron extremadamente impopulares en Grecia, lo que provocó manifestaciones y disturbios civiles.
Existían temores generalizados de que una cesación de pagos de Grecia tendría repercusiones globales, poniendo en peligro la economía de otros países de la Unión Europea, amenazando la estabilidad del euro y posiblemente desencadenando otra recesión mundial. Se especuló que la crisis podría obligar a Grecia a abandonar el euro y regresar al dracma. En abril de 2014, Grecia regresó al mercado de bonos global al vender con éxito 3.000 millones de euros en bonos gubernamentales a cinco años con un rendimiento del 4,95%. Según el FMI, Grecia tendría un crecimiento del PIB real del 0,6% en 2014 tras cinco años de recesión.

### Gobierno de coalición
Tras las elecciones legislativas de mayo de 2012, donde el partido Nueva Democracia obtuvo la mayoría en el Parlamento Helénico, su líder, Antonis Samaras, fue encargado por el presidente Karolos Papoulias de formar gobierno. Sin embargo, tras un día de difíciles negociaciones, Samaras renunció al mandato. La tarea pasó a Alexis Tsipras, líder de SYRIZA, quien tampoco logró formar gobierno. Luego de que PASOK también fracasara en llegar a un acuerdo, se convocaron nuevas elecciones mientras Panagiotis Pikrammenos asumía como primer ministro en funciones.
En las elecciones de junio de 2012, Nueva Democracia obtuvo una posición más fuerte con 129 escaños, frente a los 108 de las elecciones de mayo. El 20 de junio de 2012, Samaras logró formar una coalición con PASOK (ahora liderado por el exministro de Finanzas Evangelos Venizelos) y DIMAR. El nuevo gobierno tendría una mayoría de 58 escaños, mientras que SYRIZA, Griegos Independientes (ANEL), Amanecer Dorado (XA) y el Partido Comunista (KKE) conformaban la oposición. PASOK y DIMAR optaron por un papel limitado en el gabinete de Samaras, estando representados por funcionarios del partido y tecnócratas independientes en lugar de diputados.

### Victoria de SYRIZA

Alexis Tsipras.

Ante las medidas de austeridad adoptadas por el gobierno de Samaras, los griegos votaron en las elecciones legislativas de enero de 2015 por SYRIZA, el partido de izquierda anti-austeridad. Samaras aceptó la derrota y afirmó que su partido había hecho mucho para restaurar las finanzas del país.
El gobierno de SYRIZA perdió su mayoría en agosto de 2015, cuando algunos de sus diputados retiraron su apoyo a la coalición gobernante. SYRIZA ganó las elecciones de septiembre, pero no logró obtener la mayoría absoluta. Posteriormente, formó una coalición con Griegos Independientes, un partido de derecha.
El partido sufrió duras derrotas en las elecciones al Parlamento Europeo de 2019, y el primer ministro y líder de SYRIZA, Alexis Tsipras, renunció para organizar elecciones anticipadas. Estas dieron como resultado una mayoría para Nueva Democracia y el nombramiento de Kyriakos Mitsotakis como primer ministro.

### Nueva Democracia de vuelta en el poder (2019–)
El 7 de julio de 2019, Kyriakos Mitsotakis asumió como primer ministro de Grecia, formando un gobierno de centroderecha tras la victoria de Nueva Democracia en las elecciones.
En marzo de 2020, el Parlamento griego eligió a Katerina Sakellaropoulou como la primera presidenta mujer de Grecia.
En junio de 2023, Nueva Democracia ganó las elecciones legislativas, asegurando otro mandato de cuatro años para Mitsotakis.